# Draba linearifolia
Draba linearifolia är en korsblommig växtart som beskrevs av L.L. Lou och Tai Yien Cheo. Draba linearifolia ingår i släktet drabor, och familjen korsblommiga växter. Inga underarter finns listade i Catalogue of Life.